# Eduardo e Cristina
Eduardo e Cristina ist eine Oper in zwei Akten von Gioachino Rossini (Musik) mit einem ursprünglich für eine Oper von Stefano Pavesi geschaffenen Libretto von Giovanni Schmidt, das für Rossini von Andrea Leone Tottola und Gherardo Bevilacqua-Aldobrandini überarbeitet wurde. Die Uraufführung fand am 24. April 1819 im Teatro San Benedetto in Venedig statt.

## Handlung
Cristina, die Tochter des schwedischen Königs Carlo hat sich heimlich mit dem erfolgreichen Feldherrn Eduardo vermählt. Sie haben einen gemeinsamen Sohn, Gustavo. Ihr Geheimnis kommt ans Licht, als Carlo Cristina dem schottischen Prinzen Giacomo zur Frau geben will. Er verurteilt Cristina, Eduardo und Gustavo zum Tode. Um sie zu retten, will Giacomo sie weiterhin ehelichen – aber Cristina lehnt dies ab. Als Feinde die Stadt bedrohen, wird Eduardo von seinem Freund Atlei aus dem Gefängnis befreit und an die Spitze der Verteidiger berufen. Der Sieg gelingt. Anschließend schwört Eduardo Carlo seine Treue. Carlo vergibt ihm und akzeptiert seine Ehe mit Cristina.
Die folgende Inhaltsangabe basiert auf dem Libretto der Urfassung von 1819.

### Erster Akt
Prächtiger mit Trophäen geschmückter Vorhof zwischen dem Palast und einem Platz. Ein Thron auf einer Seite.
Szene 1. Das Volk feiert das Ende des Krieges und erwartet den Einzug des siegreichen Helden Eduardo (Introduktion: „Giubila, o patria, omai“).
Szene 2. König Carlo erscheint mit seinem Gefolge. Unter ihnen befinden sich der schottische Prinz Giacomo und Eduards Freund, der Hauptmann Atlei.
Szene 3. Carlos Tochter Cristina tritt mit ihren Hofdamen hinzu. Sie wird aufgrund ihrer heimlich geschlossenen Ehe mit Eduardo von Gewissensbissen geplagt und ist trotz des Freudentags trübsinnig gestimmt. Carlo kann sie nicht trösten und drängt sie vergeblich, den Grund zu nennen – der Tod ihrer Mutter liegt bereits ein Jahr zurück und kann nicht mehr die Ursache sein. Unterdessen ziehen die siegreichen Truppen unter der Führung Eduardos ein.
Szene 4. Die Ritter empfangen Eduardo mit einem Lobgesang. Eduardo nähert sich dem Thron (Marsch, Chor und Cavatine Eduardo: „Serti intrecciar le vergini“ – „Vinsi, ché fui d’eroi“). Bei seinem Anblick wird Cristina immer unruhiger, so dass Carlo und Giacomo Verdacht schöpfen. Carlo fordert Eduardo auf, sich einen angemessenen Lohn zu wählen. Während dieser noch überlegt, verkündet er, dass Giacomo die Hand Cristinas erhalten solle. Eduardo und Cristina erschrecken. Nach Cristinas Bitten gewährt ihr Carlo einen kurzen Aufschub der Hochzeit. Alle außer Eduardo und Altei ziehen sich zurück.
Szene 5. Eduardo bittet Atlei um seine Hilfe. Der verspricht ihm, Cristina Mut zuzusprechen. Eduardo jedoch hat die Hoffnung auf einen glücklichen Ausgang verloren.
Kabinett
Szene 6. Die Edelleute begrüßen die bevorstehende Hochzeit der Prinzessin. Sie hoffen, dass sie bald wieder glücklich sein werde (Chor: „O ritiro che soggiorno“).
Szene 7. Cristina befürchtet, dass ihre geheime Ehe bekannt wird. Die Würdenträger versuchen vergeblich, sie aufzuheitern (Cavatine Cristina mit Chor: „È svanita ogni speranza“). Sie verlassen das Zimmer.
Szene 8. Eduardo und Atlei kommen zu Cristina. Eduardo versucht, sie zu beruhigen und wünscht, ihr Kind zu sehen. Cristina öffnet eine Geheimtür an der Rückwand des Zimmers.
Szene 9. Eine Gouvernante führt den kleinen Gustavo aus dem Geheimraum. Eduardo läuft ihm entgegen und liebkost ihn. Beide bitten den Himmel um Mitleid (Duett Cristina, Eduardo: „In que’ soavi sguardi“). Eduardo meint, ihnen bliebe wohl nicht anderes übrig, als zu fliehen. Cristina solle ihren Vater glauben lassen, dass sie bereit sei, sich seinem Willen zu beugen. Ihr Gespräch wird durch die Rückkehr der Ritter unterbrochen. Eduardo kann die rettende Geheimtür nicht rechtzeitig erreichen, um sich zu verstecken. Atlei zieht ihn zur Seite.
Szene 10. Die Ritter kommen, um Cristina für die Hochzeit in der Kirche abzuholen (Chor: „Vieni al tempio“).
Szene 11. Auch Carlo und Giacomo erscheinen. Ohne auf Cristinas Ängste Rücksicht zu nehmen, die sie nicht plausibel zu erklären vermag, fordert Carlo sie auf, zur Kirche mitzukommen.
Szene 12. Der kleine Gustavo rennt aus dem Geheimzimmer auf seine Mutter zu. Diese sinkt vor Entsetzen auf das Sofa nieder. Die Gouvernante flieht unbemerkt (Szene und Arie Carlo: „D’esempio all’alme infide“). Carlo und Giacomo verlangen Aufklärung. Erst als ein Offizier droht, das Kind zu töten, gesteht Cristina, seine Mutter zu sein. Den Vater aber will sie unter keinen Umständen nennen. Carlo tobt und erklärt, seine Wut könne nur durch ihren Tod besänftigt werden. Einen kurzen Anflug von Mitleid verdrängt er und lässt sie von den Wachen abführen. Carlo, Giacomo und die Höflinge verlassen das Zimmer.
Szene 13. Atlei ist erschüttert über das Geschehen.
Szene 14. Giacomo kehrt zurück und verspricht Atlei sein Mitgefühl. Atlei behauptet, dass der Verführer Cristinas nicht am Hofe weile. Er bittet Giacomo, Cristina zu unterstützen und für sie zu sprechen.
Großer Saal
Szene 15. Carlo sitzt auf der rechten Seite an einem Schreibtisch. Die Würdenträger haben sich auf beiden Seiten niedergelassen und beklagen das unbarmherzige Schicksal (Finale I: „A che, spietata sorte“).
Szene 16. Cristina wird von den Wachen hereingeführt. Giacomo kommt von der anderen Seite und bleibt am Eingang stehen. Carlo eröffnet die Verhandlung gegen seine Tochter. Cristina bleibt bei ihrer Weigerung, den Namen ihres Geliebten zu nennen und nimmt dazu auch die Todesstrafe in Kauf. Der Chor fordert sie auf, zu antworten, äußert aber zugleich sein Mitgefühl.
Szene 17. Eduardo erscheint, drängt sich an Atlei vorbei in den Saal und bekennt, der Verführer Cristinas zu sein. Alle sind entsetzt. Eduardo fleht Carlo an, ihn zu töten, aber seinen Sohn und Cristina zu retten. Carlo zeigt sich unbarmherzig. Auch die Mutter und sein Sohn müssten sterben. Auf seinen Wink macht sich eine Wache auf den Weg, Gustavo zu holen.
Szene 18. Gustavo wird hereingeführt. Eduardo und Cristina stürzen auf ihn zu, werden aber von den Wachen zurückgehalten. Carlo lässt sich von ihrem Flehen nicht beeindrucken. Alle drei werden gewaltsam voneinander getrennt und abgeführt.

### Zweiter Akt
Saal wie im ersten Akt
Szene 1. Die Höflinge beklagen den grauenvollen Tag, der zwei Opfer gefordert habe: Schönheit und Tapferkeit (Chor: „Giorno terribile“).
Szene 2. Atlei stimmt in die Klagen ein. Die Höflingen weisen auf die Unbarmherzigkeit des Gesetzes hin (Chor: „Impera severa“) und entfernen sich.
Szene 3. Atlei will um jeden Preis versuchen, seine Freunde zu retten.
Szene 4. Giacomo bittet Carlo um Gnade für die Verurteilten. Da Carlo unnachgiebig bleibt, will er wenigstens Cristina und ihren Sohn retten. Er erklärt, sie immer noch heiraten zu wollen, obwohl sie keine Jungfrau mehr sei. Carlo ist erleichtert über diesen Ausweg aus der verfahrenen Situation. Giacomo bittet ihn, es Cristina mitzuteilen, weil ihm selbst der Mut dazu fehle (Arie Giacomo: „Questa man la toglie a morte“). Er verlässt den Saal.
Szene 5. Carlo kann dank der Großzügigkeit Giacomos wieder aufatmen.
Szene 6. Die Wachen führen Cristina herein. Carlo teilt ihr mit, dass sie sich und Gustavo retten könne, wenn sie in die Heirat mit Giacomo einwillige. Eduardo aber müsse auf jeden Fall sterben. Cristina erklärt, lieber selbst in den Tod gehen zu wollen, als ihren Geliebten zu verlassen (Szene und Duett Cristina, Carlo: „Ahi, qual orror, oh stelle!“).
Szene 7. Giacomo hat eine Gruppe von Höflingen geschickt, um das Ergebnis des Gesprächs zu erfahren. Sie bitten Cristina darum, nachzugeben. Cristina jedoch entscheidet sich für Eduardo und ist bereit, für ihn zu sterben. Carlo entfernt sich wütend, gefolgt von den Höflingen. Die verzweifelte Cristina wird von den Wachen abgeführt.
Szene 8. Giacomo hat eingesehen, dass er Cristina nicht für sich gewinnen kann. Dennoch liebt er sie weiterhin und bittet den Himmel um ihre Rettung.
Szene 9. Carlo kehrt mit beängstigenden Nachrichten zurück. Er habe die Ketten der Gefangenen unter der Bedingung lösen lassen, dass sie die Stadt nicht verlassen. Diese hätten seine Großmut jedoch ausgenutzt und einen feindlichen Admiral um Hilfe gebeten, der sich nun mit seinen Truppen der Stadt nähere.
Szene 10. Atlei meldet, dass die Stadtmauern am Hafen bereits erstürmt wurden. Carlo beauftragt Giacomo mit den Abwehrmaßnahmen. Die beiden gehen.
Szene 11. Atlei denkt über sein weiteres Vorgehen nach. Er sieht eine Möglichkeit, sowohl Cristina als auch Eduardo zu retten.
Vorhalle des Kerkers, in dem Eduardo gefangen gehalten wird
Szene 12. Eduardos Freunde beklagen sein Schicksal (Chor: „Nel misero tuo stato“).
Szene 13. Von den Wachen begleitet nähert sich Eduardo seinen Freunden und fragt sie nach Cristina. Sie versichern ihm, dass sie noch am Leben sei. Erleichtert bittet er sie, den König um Gnade für sie und Gustavo anzuflehen. Er selbst sei bereit, sein Todesurteil anzunehmen (Szene und Rondo Eduardo: „La pietà che in sen serbate“).
Szene 14. Atlei kommt hinzu, gefolgt von Soldaten und einer Volksmenge. Sie drängen Eduardo dazu, das Kommando zu übernehmen und das Land zu retten. Eduardo erhält ein Schwert und zieht mit ihnen ab.
Das Innere eines Turms. Nachts
Szene 15. Cristina liegt schlafend auf einem Felsen. Im Traum erlebt sie bereits die Hinrichtung ihrer Lieben und erwacht von dem Schrecken (Große Szene und Arie Cristina: „Arresta il colpo“). Als sie in der Ferne Kanonendonner hört, hält sie es zunächst für das Signal zum Beginn der Urteilsvollstreckung. Aber dann erkennt sie die Wahrheit. Ein großer Teil der Turmmauer stürzt zusammen und gibt den Blick auf das Meer mit einigen Schiffen frei. Zugleich wird die Kerkertür aufgebrochen.
Szene 16. Eduardo und Atlei dringen mit schwedischen Soldaten ein, um Cristina zu befreien. Atlei versichert ihr, dass auch ihr Sohn in Sicherheit sei (Duett Eduardo, Cristina: „Ah, nati è ver noi siamo“).
Vorhalle
Szene 17. Niemand weiß, wo sich der König aufhält. Dennoch feuert Giacomo seine Getreuen an, weiterzukämpfen, um die Feinde niederzuschlagen.
Ein Platz. Nachts
Szene 18. Das Schlachtgetöse von Kriegstrommeln und Artilleriefeuer nähert sich von allen Seiten (Schlachtmusik). Flüchtige überqueren den Platz. Schließlich erscheinen Carlo von der einen Seite und Giacomo von der anderen. Während Carlo bereits jede Hoffnung auf Rettung verloren hat, erklärt Giacomo, dass sich das Blatt gewendet habe. Zuerst habe es so ausgesehen, als würden sie von der Übermacht der Rebellen überwältigt werden. Dann aber sei der von Atlei befreite Eduardo erschienen, habe ihren Mut neu entfacht und schließlich den Sieg errungen. Nach einer weiteren Steigerung des Kriegslärms erscheinen die von allen Seiten verfolgten Besiegten auf dem Platz und werden endgültig überwältigt. Eduardo gibt ein Zeichen, das Gemetzel zu beenden. Er kniet vor Carlo nieder, übergibt ihm sein Schwert und bittet um Gnade für Cristina und seinen Sohn. Er selbst sei nun bereit zum Tod (Duettino Carlo, Eduardo: „Come? Tu sei?“). Carlo ist überwältigt von soviel Tugend und Tapferkeit und vergibt ihm.
Szene 19. Cristina kommt mit den anderen hinzu. Carlo führt sie mit Eduardo zusammen und versichert ihr seine Vaterliebe und Vergebung. Eduardo schwört ihm im Gegenzug seine Treue. Nach all dem Leid sind alle in Eintracht miteinander verbunden (Finale II „Or più dolci intorno al core“).

## Gestaltung

### Instrumentation
Die Orchesterbesetzung der Oper enthält die folgenden Instrumente:
- Zwei Flöten (auch Piccolo), zwei Oboen, zwei Klarinetten, zwei Fagotte
- Zwei Hörner, zwei Trompeten, drei Posaunen
- Pauken, Große Trommel, Becken, Triangel
- Streicher
- Banda

### Musiknummern
Die Oper enthält die folgenden Musiknummern:
- Sinfonia

Erster Akt
- Nr. 1. Introduktion: „Giubila, o patria, omai“ (Szene 1)
- Nr. 2. Marsch, Chor und Cavatine (Eduardo): „Serti intrecciar le vergini“ – „Vinsi, ché fui d’eroi“ (Szene 4)
- Nr. 3. Chor und Cavatine (Cristina): „O ritiro che soggiorno“ – „È svanita ogni speranza“ (Szene 6–7)
- Nr. 4. Szene und Duett (Cristina, Eduardo): „In que’ soavi sguardi“ (Szene 8–9)
- Nr. 5. Chor: „Vieni al tempio“ (Szene 10)
- Nr. 6. Szene und Arie (Carlo): „D’esempio all’alme infide“ (Szene 12)
- Nr. 7. Finale I: „A che, spietata sorte“ (Szene 15–18)

Zweiter Akt
- Nr. 8. Introduktion (Chor): „Giorno terribile“ (Szene 1)
- Nr. 9. Chor: „Impera severa“ (Szene 2)
- Nr. 10. Arie (Giacomo): „Questa man la toglie a morte“ (Szene 4)
- Nr. 11. Szene und Duett (Cristina, Carlo): „Ahi, qual orror, oh stelle!“ (Szene 6)
- Nr. 12. Chor, Szene und Rondo (Eduardo): „Nel misero tuo stato“ – „La pietà che in sen serbate“ (Szene 12)
- Nr. 13. Große Szene und Arie (Cristina): „Arresta il colpo“ (Szene 15) – Duett (Eduardo, Cristina) „Ah, nati è ver noi siamo“ (Szene 16)
- Nr. 14. Schlachtmusik: (Szene 18)
- Nr. 15. Duettino (Carlo, Eduardo): „Come? Tu sei?“ (Szene 18)
- Nr. 16. Finale II: „Or più dolci intorno al core“ (Szene 19)

## Werkgeschichte
Zwischen der Aufführung seiner zuvor geschriebenen Oper Ermione in Neapel und der Premiere von Eduardo e Cristina im Teatro San Benedetto in Venedig blieb Rossini weniger als ein Monat Zeit.:92 Aus diesem Grund vereinbarte er mit dem dortigen Impresario, dass er die Musik nicht vollständig neu komponieren müsse. Sie würde aber sorgfältig für die Handlung und die Charaktere des neuen Librettos ausgewählt werden. Die Basis des Librettos war ein Text von Giovanni Schmidt, den dieser ursprünglich für die 1810 in Venedig aufgeführte Oper Odoardo e Cristina von Stefano Pavesi geschrieben hatte. Es wurde für die neue Oper von Andrea Leone Tottola und Gherardo Bevilacqua-Aldobrandini überarbeitet bzw. an die vorhandene Musik angepasst. Das Titelblatt des Textbuchs enthält die Initialen der drei Librettisten in der Form „T. S. B.“.:110f
Eduardo e Cristina ist im Wesentlichen ein Pasticcio aus seinen früheren Opern Adelaide di Borgogna (insgesamt neun Stücke, darunter die Nummern 1–5), Ricciardo e Zoraide (drei Stücke, darunter die Nr. 11) und Ermione (sieben Stücke, darunter die Nr. 16),:92 die alle in Venedig noch nicht erklungen waren. Rossini schrieb nur die Secco-Rezitative und sieben weitere Stücke neu,:111 darunter den Chor „Nel misero tuo stato“ (zweiter Akt, Szene 12), den er später auch in Le comte Ory verwendete. Die Ouvertüre stellte er aus Abschnitten der Ouvertüren von Ricciardo e Zoraide und Ermione zusammen.:92 Als Honorar erhielt Rossini 1600 lire.:111 Sein Biograph Richard Osborne bezeichnete dieses schnell zusammengestellte Werk daher als „‚Instant-Opera‘, geschmacklich vergleichbar einer Suppe aus der Tüte, und mit ähnlichem kommerziellen Erfolg.“:253
Die Uraufführung von Rossinis Oper fand am 24. April 1819 im Teatro San Benedetto in Venedig statt. Darin sangen der Tenor Eliodoro Bianchi (Carlo), die Sopranistin Rosa Morandi (Cristina), die Altistin Carolina Cortesi (Eduardo) sowie die Bässe Luciano Bianchi (Giacomo) und Vincenzo Fracalini (Atlei). Die Aufführung war ein gewaltiger Erfolg, an dem auch die Sänger einen großen Anteil hatten. Zwei Berichte werden in der Literatur häufig zitiert:
Die venezianische Gazetta schrieb:

„Es war ein Triumph wie kein anderer in der Geschichte unserer Musikbühnen. Die erste Aufführung fing um 8 Uhr abends an und endete zwei Stunden nach Mitternacht infolge der Begeisterung des Publikums, das die Wiederholung fast aller Nummern verlangte und den Komponisten immer wieder auf die Bühne rief.“

Lord Byron berichtete in einem Brief vom 17. Mai 1819 an John Cam Hobhouse über die Ereignisse:

“There has been a splendid Opera lately at San Benedetto—by Rossini—who came in person to play the Harpsichord—the People followed him about—crowned him—cut off his hair ‘for memory’[;] he was Shouted and Sonnetted and feasted–––and immortalized much more then either of the Emperors.”

„Kürzlich wurde am San Benedetto eine großartige Oper von Rossini gegeben, der persönlich anwesend war, um das Cembalo zu spielen. Die Leute sind ihm nachgelaufen und schnitten ihm sein Haar ‚zur Erinnerung‘ ab. Sie riefen laut nach ihm, schrieben Sonette, bewirteten ihn festlich und machten ihn mehr als jeden Kaiser unsterblich.“

Die Oper wurde am Teatro San Benedetto in dieser Saison insgesamt fünfundzwanzig Mal gegeben:93 und in der nächsten Saison unter dem leicht modifizierten Titel Edoardo e Cristina erneut in Venedig am Teatro La Fenice aufgeführt.:433 Es folgten viele weitere Aufführungen in italienischen Theatern, darunter 1828 mit Caroline Unger als Edoardo am Teatro alla Scala in Mailand. 1821 wurde sie in München aufgeführt, 1831 in St. Petersburg und 1834 in New York. Deutschsprachige Aufführungen gab es 1820 in Budapest, 1821 in Wien, 1830 in Bukarest und 1833 in Graz.:433 Nach 1840 wurde sie – wenn überhaupt – nur noch selten gespielt.:93
In neuerer Zeit wurde die Oper erst 1997 beim Festival Rossini in Wildbad wieder aufgeführt. Das Rossini Opera Festival Pesaro zeigte sie 2023 in einer Inszenierung von Stefano Poda unter dem Dirigat von Jader Bignamini. Es handelte sich um die erste Aufführung nach der neuen historisch-kritischen Ausgabe der Fondazione Rossini.
Von Eduardo und Cristina ist keine Originalpartitur aus der Hand Rossinis erhalten. Es gibt allerdings ungefähr sieben vollständige und zwei unvollständige Partituren als handschriftliche Kopien. Noch zu Rossinis Lebzeiten erschienen zwei Klavierauszüge: eine französische Ausgabe von 1826–27 und eine zwischen 1846 und 1864 im Rahmen der „Nuova compiuta edizione“ bei Ricordi erschienene Ausgabe.

## Aufnahmen
- Juli 1997 (live vom Festival Rossini in Wildbad, Neuedition von Anders Wiklund, Secco-Rezitative gekürzt): Francesco Corti (Dirigent), I Virtuosi di Praga, Czech Philharmonic Chamber Chorus. Omar Jara (Carlo), Carmen Acosta (Cristina), Eliseda Dumitru (Eduardo), Konstantin Gorny (Giacomo), Jorge Orlando Gomez (Atlei). Bongiovanni GB 2205-6 2 CD.[13]:15395